# Masque (jeu vidéo)
Pour les articles homonymes, voir Masque (homonymie).
Masque est un jeu d'aventure publié par Ubi Soft en 1986 sur Amstrad CPC, puis adapté sur Atari ST, Thomson TO8 (Masque +) et PC DOS. Sa première version étant jugée impossible à finir en restant en vie, il fait l'objet d'une nouvelle édition, intitulée Masque +, quelques mois plus tard, améliorant par la même occasion sa partie graphique. Il plonge le joueur dans une intrigue policière au cœur de la ville de Venise, pendant son célèbre carnaval.